# Piastr

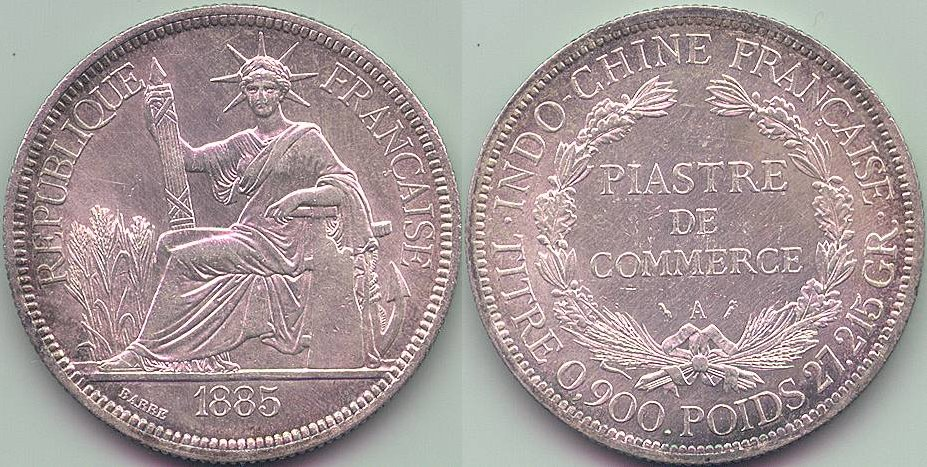
Piastr z Indochin Francuskich, 1885

Piastr, piaster, piastra (wł. piastra „cienka metalowa blaszka” od gr. émplastron „tynk”) – moneta używana w kilku krajach Bliskiego Wschodu, współcześnie tamtejsza jednostka monetarna, spotykana tam także pod nazwami gurusz, kurusz, kirsz. Piastrami nazywano też hiszpańskie dolary. Była to także nazwa waluty Indochin Francuskich i grubych monet bitych na Dalekim Wschodzie.
Piastr pojawił się w 1687 w imperium osmańskim jako srebrna moneta (odpowiadająca talarowi) zwana gurusz o wadze początkowo 19,24 g, równa 40 para. Ulegał szybkiej dewaluacji, stając się monetą bilonową (w 1810 roku ważył już tylko 4,65 g). Od 1908 piastr równy był 1/100 funta tureckiego (liry tureckiej), a bito go w Turcji do 1928 (do 1981 bito jego wielokrotności w złocie). Od 2005 kurusz stanowi 1/100 liry tureckiej.
Obecnie piastr (występuje także pod nazwą kirsz) używany jest jako drobna moneta w:
- Egipcie (od 1916, wartość 1/100 funta egipskiego i 10 milimów
- Sudanie (początkowo bity w czasie powstania Mahdiego w latach 1885–1898, wprowadzony ponownie w 1956 jako 1/100 funta sudańskiego, a od 1992 jako 1/100 dinara sudańskiego)[d]
- Arabii Saudyjskiej (wartość do 1960 1/22 riala saudyjskiego[e], a od 1960 1/20 riala)[f]
- Syrii (wartość 1/100 funta syryjskiego)
- Jordanii (wartość 1/100 dinara jordańskiego, 1/10 dirhama i 10 filów)
- Libanie (wartość 1/100 funta libańskiego)[g]
- Sudanie Południowym (wartość 1/100 funta południowosudańskiego)

Posługiwano się nim także w innych krajach:
- w Libii (1951–1971, wartość 1/100 funta libijskiego i 10 millemów)
- na Sycylii (1735, 1785–1799, wartość 12 tari)
- w brytyjskim Cyprze (1879–1949, wartość 1/180 funta cypryjskiego)
- w królestwie Hidżazu

Nazwę tę noszą także duże monety spotykane na Dalekim Wschodzie: bite ze srebra i złota w Annamie w latach 1820–1925 (waga 26-27,5 g) i ze srebra w Kambodży w 1860. W Indochinach Francuskich piastr równy był 100 centymom i używany był w latach 1885–1947.